# 치조제

4~5 사이

치조제(齒槽堤) 또는 이틀능선은 치조가 연결된 치아를 따라 나열되어 있는 구조를 말한다. 간단히 치조라 부르기도 하고, 상당부분이 잇몸에 덮여 있으므로 이 부분까지 치경이라고 말하기도 한다.